# Frank Aaron
Frank Aaron (* 30. März 1920) ist ein ehemaliger britischer Langstreckenläufer.
Bei den Leichtathletik-Europameisterschaften 1950 in Brüssel wurde er Vierter über 10.000 m mit seiner persönlichen Bestzeit von 30:31,6 min.
1951 gewann er Silber beim Cross der Nationen.
Einmal wurde er englischer Meister über sechs Meilen (1950) und dreimal im Crosslauf (1949–1951).